# 沈履祥
沈履祥（？—1651年），字其旋，號視菴，浙江宁波府慈溪縣人，明末清初政治人物。

## 生平
天啓七年（1627年）丁卯科浙江鄉試第二十五名舉人，崇禎十年（1637年）丁丑科會試一百六十六名，三甲六十八名進士。都察院观政，本年六月授福建侯官知县，十三年丁憂，十六年起补瓯宁知县。明朝灭亡后，鲁王监国，迁江西道御史，擢太仆少卿，督饷台州。辛卯八月，清兵攻陷台州，弃官逃入台州山中，被捉获後杀害。兄沈谷祥前往寻找其尸体，逾月才到达台州，得首级于桑园，得尸身于积尸中，当时是盛暑，肉皆靡烂，独履祥面色如生。他的妻子也于家中自尽。清朝時謚節愍。

## 家族
曾祖沈福，四川南部县四尹；祖父沈如京，廪监、荆州府照磨；父沈希约，庠生。从兄沈宸荃，字友荪，崇祯庚辰进士，授行人，擢御史。明亡，蹈海死。二人合称“二忠”。